# Партия справедливости и строительства
Партия справедливости и строительства или Партия справедливости и развития (араб. حزب العدالة والبناء‎, Hizb Al-Adala Wal-Bina) — ливийская политическая партия, связанная с организацией «Братья-мусульмане». Официально она была основана 3 марта 2012 года в Триполи. Имад аль-Баннани является главой партии, а Мухаммед Гаир — её представителем. Предыдущим главой партии был Мухаммед Сован, руководивший ею с момента основания по июнь 2021 года.

## История
Ливийское отделение «Братьев-мусульман» было основано в 1949 году, однако до окончания гражданской войны 2011 года в Ливии оно не действовало открыто. Открытая конференция впервые прошла в Ливии 17 ноября 2011 года, на ней присутствовали лидер ливийского отделения  «Братьев-мусульман» Сулейман Абделькадер и тунисский политик Рашид Аль-Ганнуши. 24 декабря 2011 года ливийское отделение «Братьев-мусульман» объявило о своём намерении сформировать политическую партию для участия в выборах, запланированных на июнь 2012 года.
Официально Партия справедливости и развития была создана 3 марта 2012 года, несмотря на отсутствие избирательного законодательства, регулирующего создание политических партий для участия в выборах. Она была запущена в Триполи на съезде, на котором присутствовали 1400 представителей из 18 городов, многие из которых ранее были заключены в тюрьмы или сосланы. Бывший политзаключённый Мухаммед Сован был избран первым главой партии. Среди других первоначальных представителей партии были ещё несколько лидеров повстанцев после гражданской войны и богатые ливийские эмигранты, вернувшиеся после войны. Согласно катарскому телеканалу Аль-Джазира, Партия справедливости и строительства была наиболее организованной политической силой страны даже на момент её основания подобно египетскому отделению «Братьев-мусульман», которое выиграло большинство на парламентских выборах в Египте 2011–2012 годов после революции, которая отстранила от власти Хосни Мубарака.
Партия участвовала в выборах во Всеобщий национальный конгресс Ливии в 2012 году, получив 10 % голосов и 17 из 80 мест по партийным спискам. Она заняла второе место после Альянса национальных сил. Кроме того, были избраны 17 из 120 независимых членов конгресса, которые непосредственно были связаны с партией.
На парламентских выборах 2014 года Партия справедливости и строительства заняла второе место. Считается, что она привлекла достаточное количество независимых членов, чтобы стать большой партией, а борьба в Альянсе национальных сил позволила политическому рычагу «Братьев-мусульман» постепенно укрепить контроль над Ливией. Партия поддержала избрание Нури Абу Сахмэйна, бербера и умеренного исламиста, он победил на выборах своих светских конкурентов. Это дало Братству сильную позицию, а это означает, что как только Али Зейдан был изгнан из политики за неправильное обращение с поставками нефти Morning Glory, у «Братьев» теперь появился спикер-президент Абу Сахмэйн с такими широкими полномочиями, что они могли в конечном итоге назначить премьер-министром умеренного исламиста и политика, поддерживающего бизнес, Ахмеда Майтыга. «Братья» продолжали укреплять свою власть; поддержав бербера на посту президента, Партия справедливости и строительства получила более сильную поддержку со стороны этнических меньшинств Ливии.
В 2014 году Партия справедливости и строительства объявила о выходе из правительства Ливии после того, как не смогла получить достаточно голосов, чтобы сместить премьер-министра Али Зейдана — все пять министров партии ушли в отставку в результате тщетных усилий. 
20 июня 2021 года новым руководителем партии был избран Имад аль-Баннани — 231 из 399 человек проголосовало за него. За этот также боролись четыре значительных участников организации: Сулейман Абдель Кадер, Абдурреззак Серген, Маджа Аль Фалах и Шукри Аль Ходжа. 

## Идеология
Представитель ПСС Мухаммед Гаир заявил, что партия будет стремиться «работать над обеспечением безопасности и стабильности. Мы по-прежнему являемся новой партией, но мы будем работать на основе исламских принципов, и это не означает, что религия, которую большинство людей считает поверхностным, похожа на запрет женщинам покидать дом». Этот ответ последовал за заявлением Переходного национального совета, которое продвигало законы шариата в качестве основы для нового ливийского законодательства. Партия справедливости и строительства также призвала национально единое правительство положить конец сектантству и дальнейшим конфликтам посредством гражданского диалога в постреволюционной Ливии.

## Критика
В статье, опубликованной в журнале Foreign Policy в 2014 году, Партия справедливости и строительства описывалась как «партия, пострадавшая от синяков». Также отмечалось, что местное ливийское отделение «Братьев-мусульман» не получило высокой общественной поддержки.
В ноябре 2016 года бывший премьер-министр Ливии Халифа аль-Гави заявил в интервью, что партия разоряет страну. Он уже делал аналогичные заявления раньше, в конечном итоге утверждая, что «Братья-мусульмане» имеют «программу, противоречащую интересам ливийцев».
В июне 2017 года Палата представителей Ливии составила список террористов в Ливии, связанных с Катаром, который, как многие предполагают, спонсирует терроризм. Список был подписан Талалом Алмаихубом, председателем комитета обороны и национальной безопасности Палаты представителей. В списке фигурируют многочисленные члены «Братьев-мусульман», в том числе член исполнительной власти Низар Киван; главный донор Абдулразак аль-Аради; и Али Салаби, которого Libya Herald назвала «человеком, которого считают идеологическим мозгом Братьев-мусульман». В ответ Партия справедливости и строительства сочла данный список как клевету.

### Протесты
В июле 2013 года разгневанные протестующие ворвались в офис партии в Триполи после убийства известного ливийского политического активиста Абдельсалама аль-Мисмари, который якобы был убит «Братством». Мисмари был одним из первых активистов, которые помогли движению за свержение Муаммара Каддафи, и впоследствии резко критиковал членскую партию Братьев-мусульман в Ливии.
Agence France-Presse взяло интервью у одного из протестующих, который заявил: «Мы хотим, чтобы все политические партии были распущены... Они — причина всех наших проблем. Сначала нам нужна конституция, а затем законы, регулирующие политическую жизнь, прежде чем партии смогут [снова] начать работу».